# 劉雲衢
劉雲衢（?—?），江西省瑞州府新昌縣人，清朝政治人物、進士出身。
光緒二十一年（1895年），参加光緒乙未科殿試，登進士二甲20名。同年五月，以主事分部学习。